# Svartnonnea
Svartnonnea (Nonea pulla) är en växtart i familjen strävbladiga växter. 